# 王新奎
王新奎（1947年1月—），汉族，中华人民共和国政治人物，第十一届、第十二届全国政协委员。上海对外贸易学院（现上海对外经贸大学）前校长、上海市人民政府参事室前主任。
担任十一届全国政协常务委员、全国工商联副主席、上海市工商联主席。2008年，当选第十一届全国政协常务委员，代表中华全国工商业联合会，分入第二十一组。